# Búng Bình Thiên

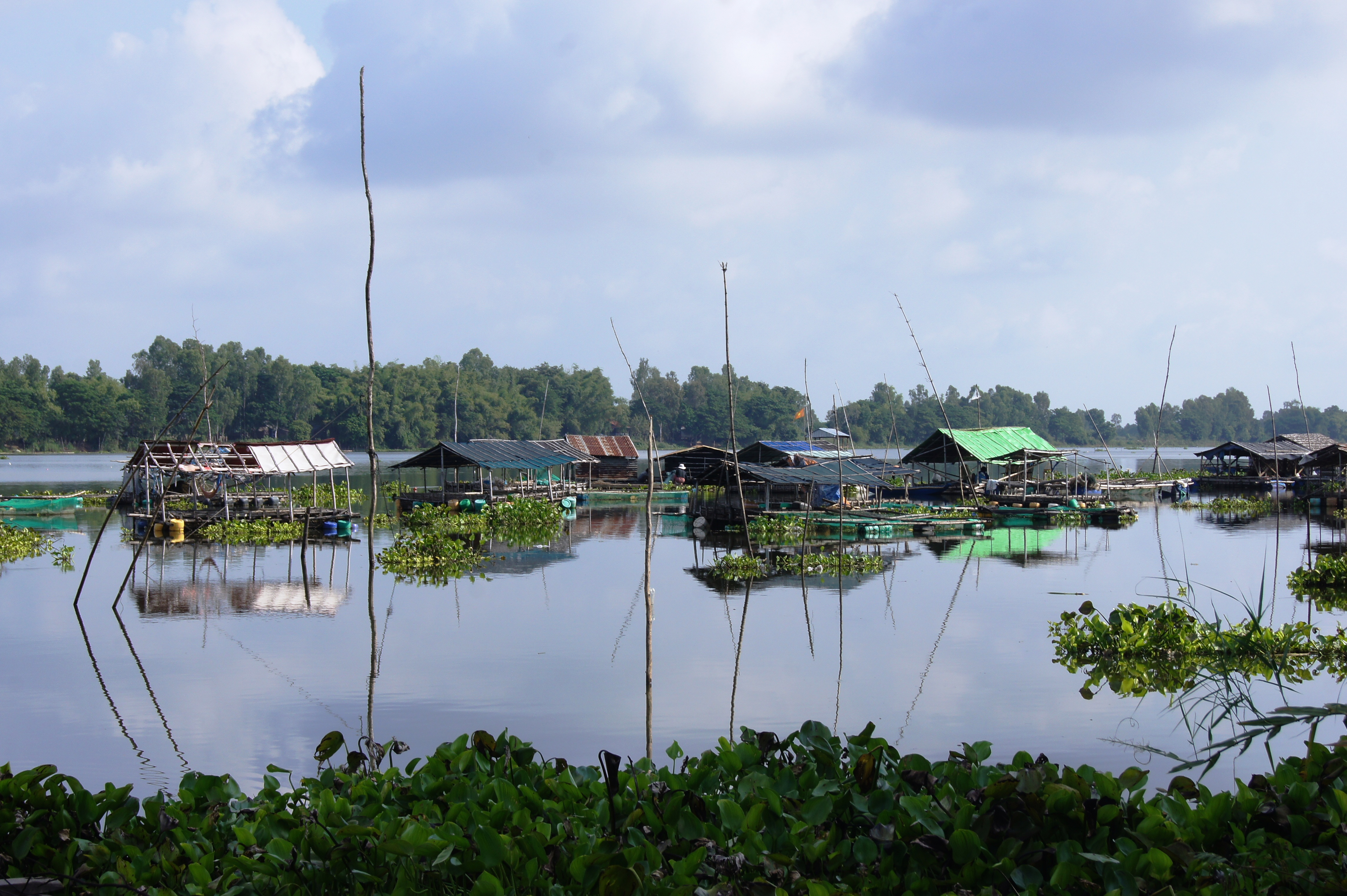
Búng Bình Thiên.

Búng Bình Thiên, còn gọi là Hồ Nước Trời, là tên một hồ thuộc huyện An Phú, tỉnh An Giang, Việt Nam.

## Vị trí
Búng Bình Thiên nằm ở phía Bắc huyện An Phú, thuộc khu vực giáp ranh của các xã Khánh An, Khánh Bình, Nhơn Hội, Quốc Thái.
Búng Bình Thiên gồm 2 hồ nước là Búng Lớn và Búng Nhỏ. Búng Nhỏ còn khá ít nước nên người ta thường ám chỉ Búng Lớn khi nói về Búng Bình Thiên (gọi tắt là Búng).
Búng Bình Thiên là một hồ nước lớn, thông với sông Bình Di ở một con rạch nhỏ, nhưng không thông với sông Hậu.

## Đặc điểm
Theo sách Địa chí An Giang (tập 1), hồ Búng Bình Thiên gồm Búng Bình Thiên lớn và Búng Bình Thiên nhỏ, nằm giữa 2 sông Bình Di và sông Hậu tại các xã Khánh Bình, Nhơn Hội và thị trấn Long Bình (đều thuộc huyện An Phú). Điều này chưa đúng, vì theo người dân tại đây, khu vực được gọi là Búng Bình Thiên gồm: Búng Bình Thiên (người dân nơi đây gọi là Búng Lớn) và Búng Nhỏ, nằm giữa Sông Hậu và sông Bình Di (là một nhánh của Sông Hậu, chảy từ thị trấn Long Bình - huyện An Phú đến thành phố Châu Đốc - trở lại đổ vào Sông Hậu tại ngã ba sông Châu Đốc, tạo thành vòng đai sông bao quanh huyện An Phú, tỉnh An Giang). Khu vực Búng Bình Thiên gồm một phần diện tích của 3 xã: Nhơn Hội, Khánh Bình và Quốc Thái (đều thuộc huyện An Phú, tỉnh An Giang).
Trong đó, Búng Bình Thiên (hay còn gọi là Búng Lớn) có diện tích mặt nước trung bình là 193 ha, độ sâu trung bình là 6 m; Búng Nhỏ có diện tích mặt nước trung bình là 10 ha, độ sâu trung bình là 5 m.
Với diện tích như vậy, Búng Bình Thiên được coi là một trong những hồ nước ngọt lớn nhất miền Tây Nam Bộ.
Đến nay, hiện tượng nước hồ luôn trong xanh (trong khi các kênh rạch ở gần đó nước lại đục ngầu phù sa), và nước ở hồ cứ dâng lên rồi hạ xuống chứ không chảy.
Nước trong Búng thường trong xanh, không bị vẫn đục phù sa có lẽ do cấu tạo như một túi nước của Búng, chỉ thông với sông Bình Di theo hướng ngược dòng nên không bị dòng chảy làm xáo động.

## Truyền thuyết
Có một số truyền thuyết dân gian về sự ra đời của Búng Bình Thiên. Trong đó, có 2 phiên bản phổ biến.
Truyền thuyết kể rằng, ở cuối thế kỷ 18, khi đó chưa có hồ nước ở Búng Bình Thiên, vào một mùa khô hạn, một viên tướng của nhà Tây Sơn là Võ Văn Vương (hoặc Võ Duy Dương, Võ Văn Hùm, Võ Văn Cọp) khi hành quân tới khu vực Búng Bình Thiên đã dâng lễ vật cúng trời đất để tìm nước cho binh sĩ. Khi ông rút gươm đâm xuống đất thì có một dòng nước trào lên đọng thành hồ nước trong vắt. Từ đó, hồ nước được người dân đặt tên là Búng Bình Thiên hay còn gọi là Hồ Nước Trời.
Phiên bản khác thì kể rằng khi chúa Nguyễn Ánh trốn chạy quân Tây Sơn, lúc qua khu vực Búng Bình Thiên do khô hạn, không có nước uống nên đã rút gươm đâm xuống đất để xin trời ban nước.
Đương nhiên, cả hai câu truyện đều do người xưa đặt ra, cốt để nói lên sự linh thiêng và kì bí hồ nước.

## Tên gọi
Búng Bình Thiên có nghĩa là Hồ nước bình yên do Trời ban.
- Búng: có thể hiểu nôm na là hồ nước. Theo sách Tự vị tiếng nói miền Nam của Vương Hồng Sển thì thấy có từ "bưng". Từ này gốc Khmer (trapéang) lần hồi được Việt hóa (bưng), và nó có nghĩa là: "vùng đất sình lầy lấp xấp nước, cá tôm ở nhiều, cỏ lác mọc loạn xạ"...(nhà xuất bản Thành phố Hồ Chí Minh, tr. 78). Vậy, "búng" ở đây có thể là do từ "bưng" nói trại ra

Tuy nhiên, dựa Địa bạ triều Nguyễn ra đời năm 1832 thì khu vực Búng Bình Thiên từ đầu được gọi là Bình Tiên. Có thể theo thời gian, Bình Tiên bị nói trại thành Bình Thiên?

## Du lịch

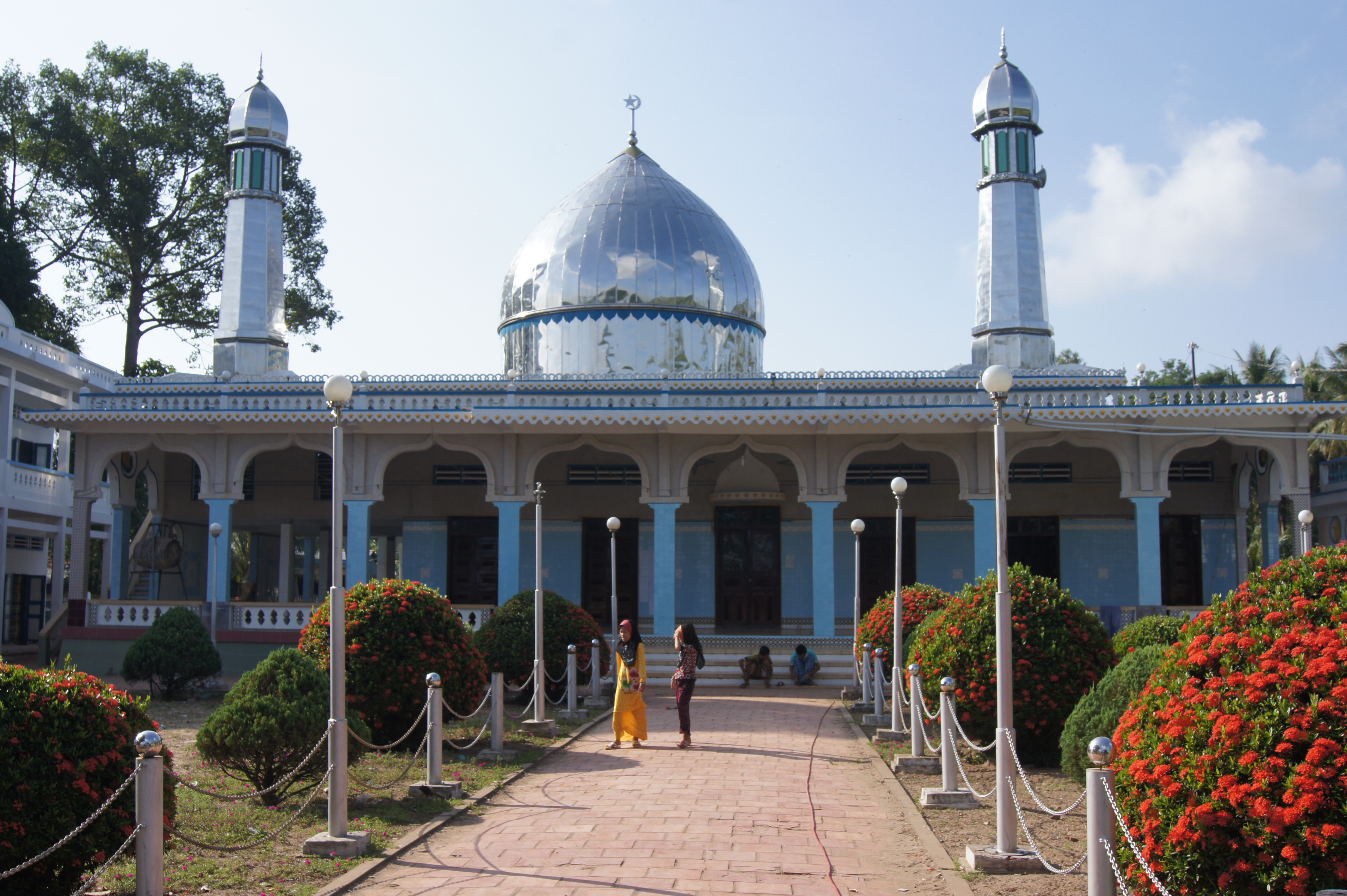
Thánh đường Hồi giáo Mas Jid Khoy Ri Yah ở bên bờ Búng Lớn, xã Nhơn Hội.